# Woodbadge

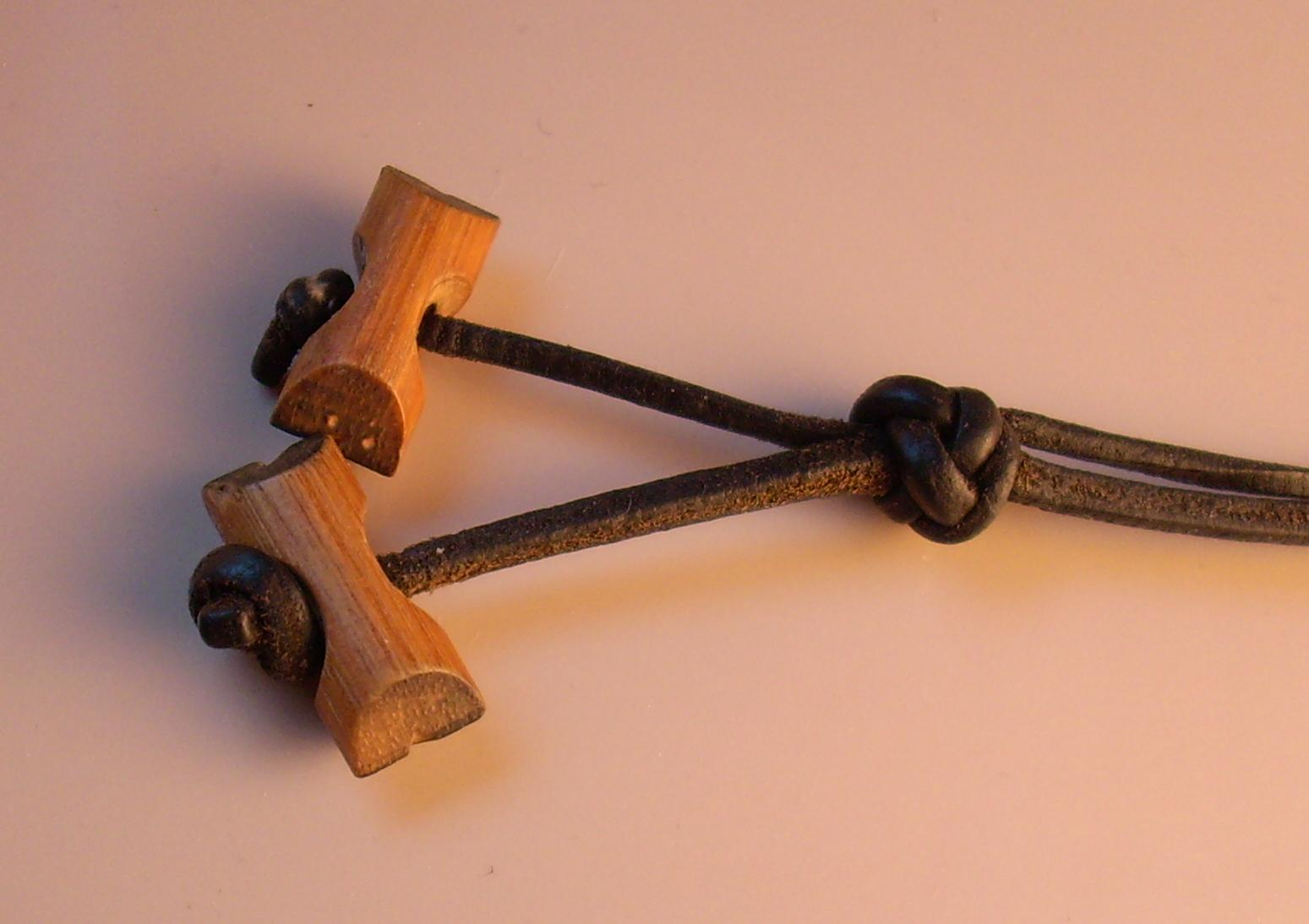
Woodbadge mit Diamantknoten

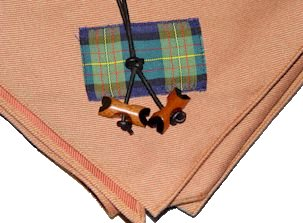
Woodbadge mit Halstuch

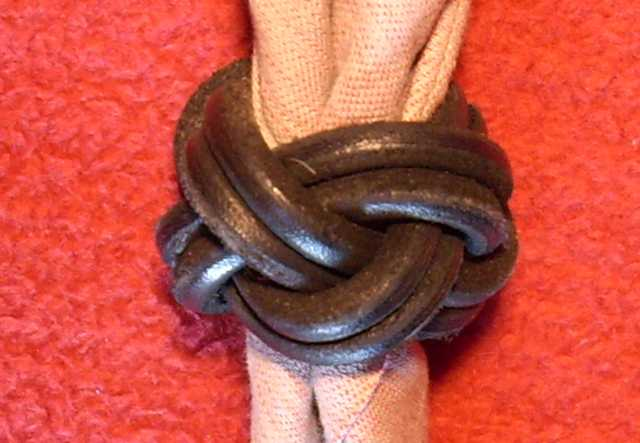
Gilwell-Knoten

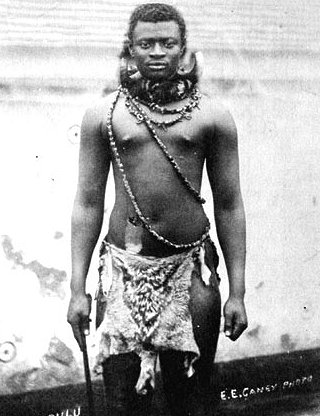
Foto von Prinz Dinuzulu, ca. 1883

Das Woodbadge ist ein in der Pfadfinderbewegung genutztes Abzeichen, das aus zwei länglichen Holzperlen an einem Lederband mit Diamantknoten besteht. Meist wird es durch ein sandfarbenes Gilwell-Halstuch, auf dem ein Stoffstück mit dem MacLaren-Tartan aufgenäht ist, und einen geflochtenen Halstuchring aus Leder ergänzt.
In den Mitgliedsverbänden der World Organization of the Scout Movement (WOSM) wird das Woodbadge dann verliehen, wenn man einen Woodbadge- oder Gilwell-Kurs des jeweiligen Verbandes besucht hat. Bei der Gestaltung ihrer Kurse differenzieren viele Verbände nach der Altersstufe, in der der Kursteilnehmer tätig ist. Die Bedeutung und der Ruf des Abzeichens differieren stark von Verband zu Verband.

## Konzeption der Woodbadge-Ausbildung
Kern der Woodbadge-Ausbildung bzw. Gilwell-Kurse ist die Auseinandersetzung mit den Zielen, Werten und Methoden der Pfadfinderbewegung. Dies geschieht meist in einer Seminarphase. Aufbauend auf dieser Betrachtung der Pfadfindermethode entwickeln die Teilnehmer eigene Projekte, die Impulse für die Arbeit im jeweiligen Verband geben sollen. Mit der Durchführung dieser Projekte wird die Projektphase abgeschlossen. Daran schließt sich die Dokumentation des Projektes an, verbunden mit einer Reflexion der gesetzten Ziele und des Erreichten. Aufbauend auf dieser Dokumentation entscheiden die Woodbadge-Beauftragten eines Verbandes dann über die Verleihung des Woodbadges, wobei in der Regel nicht die erfolgreiche Durchführung des Projektes, sondern dessen Darstellung maßgeblich ist.
International festgelegt sind die Richtlinien für die Woodbadge-Ausbildung in der 1993 von WOSM verabschiedeten Strategie „Adults in Scouting“. Die darauf aufbauenden Kurse werden im deutschsprachigen Raum als Woodbadgekurs oder als Gilwellkurs bezeichnet.

## Geschichte
Der erste Woodbadgekurs wurde 1919 von Robert Baden-Powell im englischen Gilwell Park durchgeführt. Am Ende des Kurses überreichte BP jedem Teilnehmer zwei Holzperlen von einer Kette aus Akazienholz, die Baden-Powell in 1888 in einer Hütte des Zulukönigs Dinuzulu gefunden hatte. Da der Kurs ein großer Erfolg war, wurde er in den folgenden Jahren wiederholt. Wegen des begrenzten Vorrats an Originalperlen wurden diese bei der Verleihung schon bald durch Perlen aus Buche ersetzt.
Bis zur Gründung von WOSM hatte nur der Leiter des Gilwell Parks das Recht, das Woodbadge zu verleihen. Seitdem führen auch zahlreiche nationale Mitgliedsverbände eigene Woodbadgekurse durch.
Die eigentliche Bezeichnung des Kurses wäre Gilwell-Kurs, da die Kurse zuerst nur im Gilwell Park durchgeführt wurden. Das eigentliche Zeichen des Kurses ist die Verleihung des Halstuches. Das auf dem Halstuch aufgenähte Stoffstück mit dem Karo-Muster des schottischen MacLaren-Tartan ist Ausdruck der Erinnerung an den Stifter des Gilwell Parks William De Bois MacLaren. Das Halstuch steht symbolisch für die Mitgliedschaft in der 1st Gilwell Parc Scout Group.
Ursprünglich waren die Holzperlen nur als Erinnerung an den Kurs gedacht. Sie haben sich jedoch schnell als Symbol für den Gilwell-Kurs durchgesetzt.

## Aktuelles WOSM Woodbadge
Im Jahr 2020 hat die Weltorganisation der Pfadfinderbewegung (WOSM) ein überarbeitetes Rahmenkonzept für die internationale Woodbadge-Ausbildung veröffentlicht: das Wood Badge Framework. Dieses dient nicht als festgelegter Lehrplan, sondern als Orientierungsrahmen für nationale Organisationen, um eigene Woodbadge-Trainings an internationalen Qualitätsstandards auszurichten.
Das Framework ist Teil der WOSM-Strategie Adults in Scouting, die bereits auf den Weltpfadfinderkonferenzen 2008, 2011 und 2017 beschlossen wurde. Es betont insbesondere:
- die kontinuierliche Weiterentwicklung der Ausbildung,
- das Prinzip „Learning by Doing“,
- die Kombination von Theorie, Praxis und Reflexion,
- den projektorientierten Ansatz mit individueller oder gemeinschaftlicher Umsetzung,
- die Begleitung durch Coaches oder Mentor*innen,
- und flexible Formate (z. B. Präsenz, Online-Module, modulare Kursreihen)[2].

Dabei wird zwischen verschiedenen Woodbadge-Stufen unterschieden, ohne dass dies eine Rangordnung im Verband darstellt. Die Anzahl der Holzperlen verweist lediglich auf die jeweilige Zielgruppe und Komplexität der Ausbildungsinhalte.

### Umsetzung im VCP
Der Verband Christlicher Pfadfinder*innen (VCP) in Deutschland setzt diese Vorgaben in einer gestuften Struktur mit 2 bis 4 Holzperlen um:
Woodbadge 2 (WB2): Für Personen ab 18 Jahren mit abgeschlossener Jugendleitercard-Ausbildung, die auf Stammesebene pädagogische Programme planen und durchführen. Nach erfolgreicher Projektarbeit erhalten sie Halstuch, Diamantknoten und zwei Woodbadge Perlen.
Woodbadge 3 (WB3): Für erfahrene Leitungskräfte und zukünftige Trainerinnen auf Landesebene, z. B. in Landesleitungen oder Großlager-Teams. Die Inhalte umfassen unter anderem Teamführung, konzeptionelles Arbeiten, Coaching, Anerkennungskultur und Kommunikation. Während der Kurslaufzeit werden die Teilnehmenden von Coaches bei einem landesweiten Projekt begleitet.
Woodbadge 4 (WB4): Für hauptverantwortliche Mitarbeitende auf Bundes- oder internationaler Ebene. Inhalte sind Organisationsentwicklung, Wissensmanagement, strategische Führung, Gewinnung und Begleitung von Mitarbeitenden sowie internationale Zusammenarbeit. Auch hier ist ein eigenverantwortliches Projekt mit Reflexion und Coaching zentraler Bestandteil der Ausbildung.
Ein Beispiel für die konkrete Umsetzung des neuen Frameworks findet sich etwa auch bei den Hong Kong Scouts, die das Woodbadge-Programm 2025 vollständig nach dem neuen Schema strukturieren.

## Sonderformen
Neben den normalen Woodbadge Insignien mit zwei, drei oder vier Holzperlen gibt es weitere Formen, die auf in der Woodbadge-Ausbildung ausgeübte Funktionen hinweisen:
- Drei Perlen tragen erfahrene Mitarbeiter in der Woodbadge-Ausbildung (assistant leader trainer; In Österreich nach der Teilnahme an drei Woodbadgekursen im Team).
- Vier Perlen werden vom Leiter der Woodbadge-Ausbildung getragen (leader trainer; in Österreich nach der Teilnahme an sechs Woodbadgekursen im Team und einem internationalen Seminar der Ausbildung).
- Fünf Perlen trägt in einigen Ländern der nationale Verantwortliche für die Woodbadge-Ausbildung. In Deutschland und Österreich ist dies nicht üblich. Ebenfalls fünf Perlen tragen die stellvertretenden Leiter des Gilwell Park.
- Sechs Perlen besitzt der Leiter des Gilwell Park, als Anerkennung von Robert Baden-Powell als einzigem „World Chief Scout“ werden diese jedoch nicht um den Hals getragen.

Wölflingsführer trugen anfangs einen Wolfszahn, als Zeichen dafür, dass sie die höchste Ausbildung abgeschlossen hatten. Akela „Leader Trainer“ trugen zwei Wolfszähne. Die Bezeichnung für diese Sonderform war „Akela Badge“. Seit 1925 bekommen auch Wölflingsführer das „normale“ Woodbadge.